# Ким Соын
Ким Соын (род. 6 сентября 1989) — южнокорейская актриса
. Получила широкую известность в 2009 году, когда исполнила роль второго плана в популярном сериале «Мальчики краше цветов», в том же году она снялась в фильмах «He Who Can’t Marry» и «Empress Cheonchu». После этого Ким снялась в фильмах и сериалах «A Good Day for the Wind to Blow», «A Thousand Kisses», «Игра лжецов» и «Scholar Who Walks the Night». В 2015 году вместе с Сон Чжэ Римом участвовала в 4-м сезоне реалити-шоу «We Got Married». В 2016-17 годах Ким вместе с Соном исполнили главные роли в семейной драме «Our Gap-soon».

## Биография
Актёрская карьера Ким Соын началась в 2004 году с мелкой роли в фильме «Two Guys». После этого она снималась в небольших ролях в различных сериалах и фильмах, среди которых были «Sisters of the Sea» и «The Show Must Go On» (в нём Ким исполнила роль дочери Сон Кан Хо).
Ким получила широкую известность в 2009 году, когда сыграла роль лучшей подруги главной героини в популярном сериале «Мальчики краше цветов». В том же году она получила признание за разносторонность за роль в фильме «Empress Cheonchu», для съёмок в котором ей пришлось научиться ездить на лошади, а также стрелять из лука. Затем Ким исполнила роль женщины старше себя в романтическом сериале «He Who Can’t Marry», который являлся адаптацией японского сериала «Kekkon Dekinai Otoko».
В 2010 году Ким снялась в фильме «A Good Day for the Wind to Blow», в нём она впервые исполнила главную роль, что ещё больше увеличило её популярность. В 2011-12 годах она снялась в сериале «A Thousand Kisses».
В 2012 году Ким сыграла в китайском сериале «Secret Angel», который транслировался на сайте «Sohu». После этого она возобновила съёмки в корейском кино, снявшись в «Happy Ending». В том же году Ким приняла участие в реалити-шоу «Music and Lyrics», в котором принимали участие актрисы и композиторы, которые разбившись по парам вместе должны были написать песню. На этом шоу Ким вместе с Ли Чунхо написали песню «Love is Sad», которая позже была выпущена в виде сингла, и использовалась в сериале «Feast of the Gods».
В 2012-13 годах Ким сыграла в историческом сериале «Horse Doctor» (также известен под названием «The King’s Doctor»).
В 2014 году Ким Со-ын снялась в фильме ужасов «Mourning Grave», в нём она сыграла роль девушки-призрака, которой удаётся подружиться с видящим призраков протагонистом, роль которого исполнил Кан Ханыль. В том же году она сыграла главную роль в сериале «Игра лжецов», который является адаптацией одноимённой японской манги, написанной Синобу Каитани. Также в этот период Ким приняла участие в 4-м сезоне реалити-шоу «We Got Married», в котором сыграла роль «жены» Сон Чжэ Рима. После участия в шоу совместная и индивидуальная популярность Ким и Сона сильно выросла.
В 2015 году Ким снялась в сериале «The Scholar Who Walks the Night», в котором она исполнила роли дочери богача и бывшей возлюбленной вампира.

## Фильмография

### Фильмы
| Год  | Название            | Оригинальное название | Роль               |
| ---- | ------------------- | --------------------- | ------------------ |
| 2004 | Two Guys            | 투가이즈              | Эпизодическая роль |
| 2006 | Family Matters      | 모두들, 괜찮아요?     |                    |
| 2006 | Fly, Daddy, Fly     | 플라이대디            | Jang Da-mi         |
| 2007 | The Show Must Go On | 우아한 세계           |                    |
| 2007 | Someone Behind You  | 두 사람이다           | Kim Ga-yeon        |
| 2014 | Mourning Grave      | 소녀괴담              | Девушка-призрак    |
| 2014 | Entangled           | 현기증                |                    |
| 2015 | Sky Lantern         | 풍등                  |                    |
| 2018 | Are you in love?    | 사랑하고 있습니까     |                    |

### ТВ-сериалы
| Год выхода | Название                                   | Оригинальное название         | Роль                          | Компания     |
| ---------- | ------------------------------------------ | ----------------------------- | ----------------------------- | ------------ |
| 2005       | Sisters of the Sea                         | 자매바다                      | young Song Jung-hee           | MBC          |
| 2005       | Sad Love Story                             | 슬픈연가                      | young Park Hye-in             | MBC          |
| 2006       | Drama City «First Love»                    | 드라마 시티                   | Jung-hee                      | KBS2         |
| 2007       | Chosun Police season 1                     | 별순검                        | Soo-hee (guest, episode 9)    | MBC Dramanet |
| 2009       | Empress Cheonchu                           | 천추태후                      |                               | KBS2         |
| 2009       | Мальчики краше цветов                      | 꽃보다 남자                   | Чу Га Ыль                     | KBS2         |
| 2009       | He Who Can’t Marry                         | 결혼 못하는 남자              | Jeong Yoo-jin                 | KBS2         |
| 2010       | A Good Day for the Wind to Blow            | 바람 불어 좋은날              | Kwon Oh-bok                   | KBS2         |
| 2011       | A Thousand Kisses                          | 천번의 입맞춤                 |                               | MBC          |
| 2012       | Happy Ending                               | 해피엔딩                      |                               | jTBC         |
| 2012       | Horse Doctor                               | 마의                          |                               | MBC          |
| 2014       | Игра лжецов                                | 라이어 게임                   | Нам Даджон                    | tvN          |
| 2015       | The Scholar Who Walks the Night            | 밤을 걷는 선비                | Choi Hye-ryung/ Lee Myung-hee | MBC          |
| 2016-2017  | Our Gap-soon                               | 우리 갑순이                   |                               | SBS          |
| 2016-2017  | Сокрушительный удар                        | 우리가 뭔가 특별한            | Han Da -woon/ Han Ah-reum     |              |
| 2017       | Drama Special — You’re Closer Than I Think | 당신은 생각보다 가까이에 있다 |                               | KBS2         |
| 2018       | That Man Oh Soo                            | 그남자 오수                   |                               | OCN          |

### Реалити-шоу
| Год       | Название                   | Оригинальное название     | Компания  | Примечания        |
| --------- | -------------------------- | ------------------------- | --------- | ----------------- |
| 2012      | Music and Lyrics           | 그 여자 작사 그 남자 작곡 | MBC Music | вместе с Ли Чунхо |
| 2013      | Glitter                    | 글리터 글리터             | KBS W     |                   |
| 2014-2015 | We Got Married (4-й сезон) | 우리 결혼했어요 시즌4     | MBC       |                   |
| 2017      | Battle Trip                | 배틀트립                  | KBS2      | Эпизоды 59-60     |